# Trojan Soulful Reggae Box Set
A Trojan Soulful Reggae Box Set egy három lemezes reggae válogatás.  2000-ben adta ki a Trojan Records kiadó.

## Számok

### CD 1
1. The Chosen Few - Tears Of A Clown
2. Joy White - My Guy
3. Mike Dorane - You Keep Me Hanging On
4. Ken Boothe - Let's Get It On
5. The Chosen Few - I Second That Emotion
6. Jay Boys - I Can't Get Next To You
7. The Gaylads - It's All In The Game
8. Barry Biggs - I'll Be There
9. John Holt - Touch Me In The Morning
10. Teddy Brown - Midnight Train To Georgia
11. Ken Boothe - Ain't No Sunshire
12. The Chosen Few - You Are Everything
13. Derrick Harriott & The Chosen Few - Since I Lost My Baby
14. Barry Biggs - One Bad Apple
15. Pat Rhoden - Living For The City
16. Lloyd Charmers - Just My Imagination
17. Pat Rhoden - Boogie On Reggae Woman

### CD 2
1. Shark Wilson & The Basement Heaters - Make It Reggae
2. The Soul Messengers - Do It (Till You're Satisfied)
3. Matumbi - Reggae Stuff
4. The Chosen Few - Children Of The Night
5. The Messengers - Crowded City
6. The Chosen Few - Shaft
7. Bruce Ruffin - Ooh Child
8. Lloyd Parks - Stop The War Now
9. Matumbi - Law Of The Land
10. The Chosen Few - Am I Black Enough
11. Derrick Harriott - Brown Baby
12. The Chosen Few - Do Your Thing
13. Derrick Harriott & The Chosen Few - Message From A Blackman
14. The Chosen Few - People Make The World Go Round
15. Mickie Chung - Breezin'
16. The Pioneers - Papa Was A Rolling Stone

### CD 3
1. The Chosen Few - Everybody Plays The Fool
2. B.B. Seaton - Lean On Me
3. Leroy Sibbles - Break Up To Make Up
4. The Inner Circle - Homely Girl
5. The Chosen Few - You're A Big Girl Now
6. Zap Pow - If You Don't Know Me By Now
7. Joe White - Me And Mrs Jones
8. Lloyd Parks - Kung Fu Fighting
9. Derrick Harriott & The Chosen Few - Have You Seen Her
10. The Inner Circle - Rock The Boat
11. The Chosen Few - Stoned In Love
12. Boris Gardiner - You Make Me Feel Brand New
13. Lewis Sisters - Love On A Two Way Street
14. Matumbi - Brother Louie
15. The Chosen Few - In The Rain
16. The Inner Circle - T.S.O.P.
17. Al Brown - Love And Happiness

## Külső hivatkozások
- https://web.archive.org/web/20071014021241/http://www.roots-archives.com/release/3769
- http://www.savagejaw.co.uk/trojan/trbcd021.htm Archiválva 2007. december 11-i dátummal a Wayback Machine-ben